# Taça Brasil 1962
La Taça Brasil 1962 (in italiano Coppa Brasile 1962) è stata la 4ª edizione del torneo. Vi parteciparono le squadre vincitrici di 18 campionati statali disputati l'anno precedente.

## Formula
- Primo turno: 4 gruppi da 4 squadre ciascuno divisi geograficamente. Le squadre disputano semifinali e finale in modo da designare la vincitrice di ogni gruppo, che si qualifica alla fase seguente.
- Secondo turno: le 2 vincitrici dei gruppi si affrontano per determinare le finaliste. Le squadre sono divise per regione di provenienza in due zone (Nord e Sud)
- Fase finale: le 2 vincitrici si affrontano in semifinale con le squadre campioni di Guanabara e di San Paolo. Le due vincitrici si qualificano per la finale.

## Partecipanti
| Squadra        | Città                 | Stato               |
| -------------- | --------------------- | ------------------- |
| ABC            | Natal                 | Rio Grande do Norte |
| Bahia          | Salvador              | Bahia               |
| Botafogo       | Rio de Janeiro        | Guanabara           |
| Campinense     | Campina Grande        | Paraíba             |
| Ceará          | Fortaleza             | Ceará               |
| Comercial-PR   | Cornélio Procópio     | Paraná              |
| Cruzeiro       | Belo Horizonte        | Minas Gerais        |
| CRB            | Maceió                | Alagoas             |
| Internacional  | Porto Alegre          | Rio Grande do Sul   |
| Metropol       | Criciúma              | Santa Catarina      |
| Paysandu       | Belém                 | Pará                |
| Rio Branco-RJ  | Campos dos Goytacazes | Rio de Janeiro      |
| River          | Teresina              | Piauí               |
| Sampaio Corrêa | São Luís              | Maranhão            |
| Santo Antônio  | Vitória               | Espírito Santo      |
| Santos         | Santos                | San Paolo           |
| Sergipe        | Aracaju               | Sergipe             |
| Sport Recife   | Recife                | Pernambuco          |

## Primo turno

### Gruppo Nord-Est

#### Quarti di finale

##### Andata
| Campina Grande 5 settembre 1962 | Campinense | 4 – 3 | ABC |  |

| Maceió 9 settembre 1962 | CRB | 1 – 1 | Sergipe |  |

##### Ritorno
| [[Natal]] 9 settembre 1962 | ABC | 1 – 3 | Campinense |  |

| Aracaju 11 settembre 1962 | Sergipe | 2 – 2 | CRB |  |

##### Spareggio
| Aracaju 13 settembre 1962 | Sergipe | 1 – 2 | CRB |  |

#### Andata
| Campina Grande 23 settembre 1962 | Campinense | 2 – 1 | CRB |  |

##### Ritorno
| Maceió 30 settembre 1962 | CRB | 0 – 6 | Campinense |  |

#### Finale

##### Andata
| Salvador 31 ottobre 1962 | Bahia | 1 – 0 | Campinense |  |

##### Ritorno
| Campina Grande 8 novembre 1962 | Campinense | 2 – 0 | Bahia |  |

##### Spareggio
| Campina Grande 11 novembre 1962 | Campinense | 1 – 1 | Bahia |  |

### Gruppo Nord

#### Quarti di finale

##### Andata
| Teresina 2 settembre 1962 | River | 0 – 0 | Ceará |  |

| Belém 9 settembre 1962 | Paysandu | 3 – 2 | Sampaio Corrêa |  |

##### Ritorno
| Fortaleza 9 settembre 1962 | Ceará | 7 – 5 | River |  |

| São Luís 16 settembre 1962 | Paysandu | 2 – 2 | Sampaio Corrêa |  |

#### Semifinale

##### Andata
| Belém 23 settembre 1962 | Paysandu | 0 – 0 | Ceará |  |

##### Ritorno
| Fortaleza 30 settembre 1962 | Ceará | 1 – 1 | Paysandu |  |

##### Spareggio
| Fortaleza 30 settembre 1962 | Ceará | 3 – 1 | Paysandu |  |

#### Finale

##### Andata
| Recife 31 ottobre 1962 | Sport | 2 – 0 | Ceará |  |

##### Ritorno
| Fortaleza 8 novembre 1962 | Ceará | 1 – 1 | Sport |  |

### Gruppo Sud

#### Semifinale

##### Andata
| Criciúma 9 settembre 1962 | Metropol | 1 – 1 | Comercial |  |

##### Ritorno
| Cornélio Procópio 16 settembre 1962 | Comercial | 1 – 2 | Metropol |  |

#### Finale

##### Andata
| Criciúma 20 settembre 1962 | Metropol | 2 – 3 | Internacional |  |

##### Ritorno
| Porto Alegre 25 settembre 1962 | Internacional | 3 – 2 | Metropol |  |

### Gruppo Est

#### Semifinale

##### Andata
| Campos dos Goytacazes 2 settembre 1962 | Rio Branco | 1 – 1 | Santo Antônio |  |

##### Ritorno
| Vitória 9 settembre 1962 | Santo Antônio | 1 – 2 | Rio Branco |  |

#### Finale

##### Andata
| Campos dos Goytacazes 25 settembre 1962 | Rio Branco | 1 – 1 | Cruzeiro |  |

##### Ritorno
| Belo Horizonte 3 ottobre 1962 | Cruzeiro | 1 – 0 | Rio Branco |  |

## Secondo turno

### Zona Nord

#### Finale

##### Andata
| Campina Grande 20 novembre 1962 | Campinense | 0 – 0 | Sport |  |

##### Ritorno
| Recife 24 novembre 1962 | Sport | 2 – 0 | Campinense |  |

### Zona Sud

#### Finale

##### Andata
| Belo Horizonte 10 ottobre 1962 | Cruzeiro | 1 – 1 | Internacional |  |

##### Ritorno
| Porto Alegre 17 ottobre 1962 | Internacional | 2 – 1 | Cruzeiro |  |

## Fase finale

### Semifinali

#### Andata
| Rio de Janeiro 21 novembre 1962 | Botafogo | 2 – 2 | Internacional |  |

| Recife 12 dicembre 1962 | Sport | 1 – 1 | Santos |  |

#### Ritorno
| Porto Alegre 28 novembre 1962 | Internacional | 2 – 2 | Botafogo |  |

| Santos 16 dicembre 1962 | Santos | 4 – 0 | Sport |  |

#### Spareggio
| Porto Alegre 30 novembre 1962 | Internacional | 0 – 2 | Botafogo |  |

### Finale

#### Andata
| Santos 19 marzo 1963 | Santos | 4 – 3 | Botafogo |  |

#### Ritorno
| Rio de Janeiro 31 marzo 1963 | Botafogo | 3 – 1 | Santos |  |

#### Spareggio
| Rio de Janeiro 2 aprile 1963 | Botafogo | 0 – 5 | Santos |  |

## Verdetti
- Santos vincitore della Taça Brasil 1962 (ma già qualificato alla Coppa Libertadores 1963 in qualità di campione in carica).
- Botafogo qualificato alla Coppa Libertadores 1963.